# Drive-in Theater
『Drive-in Theater』（ドライブ イン シアター）は、内田真礼の1枚目のミニアルバム。2017年1月11日にポニーキャニオンから発売された内田真礼の初のミニアルバムである。

## 概要
BD付き初回限定盤、DVD付き初回限定盤、通常盤の3形態でリリースされた。ジャケットはリード曲「Shiny drive, Moony dive」をイメージしたものになっている。収録曲のうち、「Shiny drive, Moony dive」「Smiling Spiral」の2曲はMVが作成された。
UNISON SQUARE GARDENの田淵智也や大石昌良らが新曲を書き下ろしている。趣味の野球観戦にちなむネタを満載した"クロスファイア"や、テキサスからマチュピチュまで巡るドライヴ・ソング"Shiny drive, Moony dive"など柵越え級にカッ飛ばすロック曲が多く並び、楽しげに昂揚する歌がある一方で、R&B調の"5:00AM"では内田真礼が作詞に参加し、夜明けのアンニュイな気分を憂いたっぷりに表現した歌も収録されている。
「モラトリアムダンスフロア」は楽曲を手掛けた大石昌良が、オーイシマサヨシとしてアルバム『仮歌』にてセルフカバーしている。

## 収録内容
| #         | タイトル                     | 作詞            | 作曲       | 編曲            | 時間  |
| --------- | ---------------------------- | --------------- | ---------- | --------------- | ----- |
| 1.        | 「Shiny drive, Moony dive」  | 田淵智也        | 田淵智也   | やしきん        | 4:14  |
| 2.        | 「モラトリアムダンスフロア」 | 大石昌良        | 大石昌良   | 大石昌良        | 3:48  |
| 3.        | 「Moment」                   | 丸山真由子      | 丸山真由子 | 丸山真由子      | 4:42  |
| 4.        | 「5:00AM」                   | 内田真礼、akane | mochilon   | mochilon、y0c1e | 4:26  |
| 5.        | 「クロスファイア」           | 山本メーコ      | 黒須克彦   | 黒須克彦        | 3:30  |
| 6.        | 「Smiling Spiral」           | 田淵智也        | 田淵智也   | eba             | 4:32  |
| 合計時間: | 合計時間:                    | 合計時間:       | 合計時間:  | 合計時間:       | 25:12 |

| #  | タイトル                                           | 作詞 | 作曲・編曲 |
| -- | -------------------------------------------------- | ---- | ---------- |
| 1. | 「Shiny drive, Moony dive」(Music Video)           |      |            |
| 2. | 「Shiny drive, Moony dive」(Off Shot)              |      |            |
| 3. | 「Shiny drive, Moony dive」(Making of Music Video) |      |            |
| 4. | 「Smiling Spiral」(Music Video)                    |      |            |
| 5. | 「Smiling Spiral」(Off Shot)                       |      |            |
| 6. | 「Smiling Spiral」(Making of Music Video)          |      |            |